# شونبورن

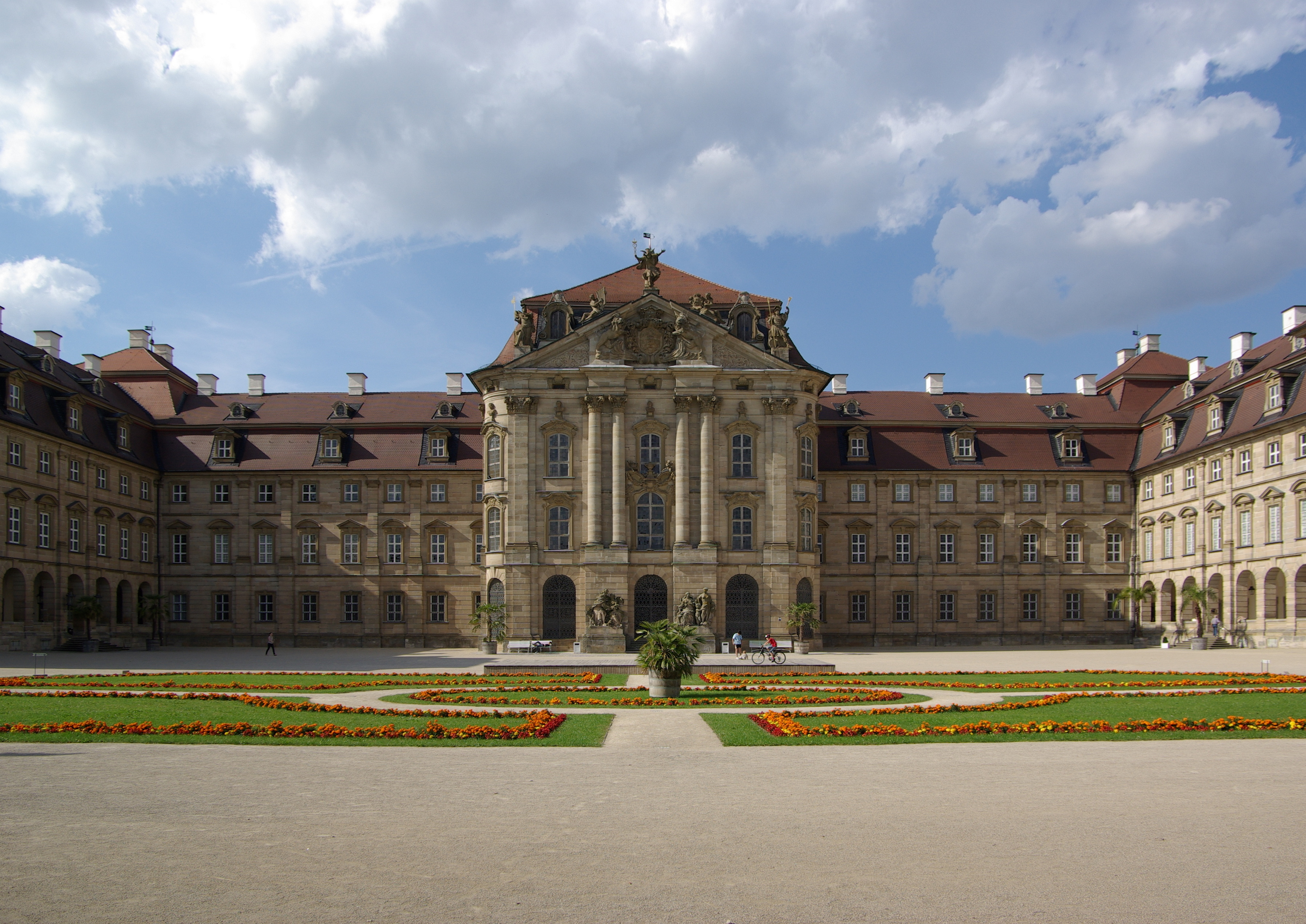
Schloss Weissenstein

شونبورن (Schönborn) ظهرت شونبورن أولا في كونتية كاتسينيلنبورغن سنة 1373 عندما خدم غلبريشت فون شونبورن مـُقطـَعاً لدى إبرهارت الخامس كونت كاتسينيلنبورغن. لاحقاً صارت دولة ألمانية صغيرة تحكمها عائلة شونبورن، تقع في فرنكونيا بمنطقة الماين، جنوب بامبيرغ وجنوب شرق فورتسبورغ. مـُيـّزت شونبورن كسيادة في القرن الرابع عشر. وارتقت إلى منزلة البارونية سنة 1663 وكونتية سنة 1701. في عام 1717، كانت مقسمة إلى شونبورن - هويزنشتام (مقرها في هويزنشتام) وشونبورن - فيزنتهايد (مقرها في فيزنتهايد).

## معرض صور

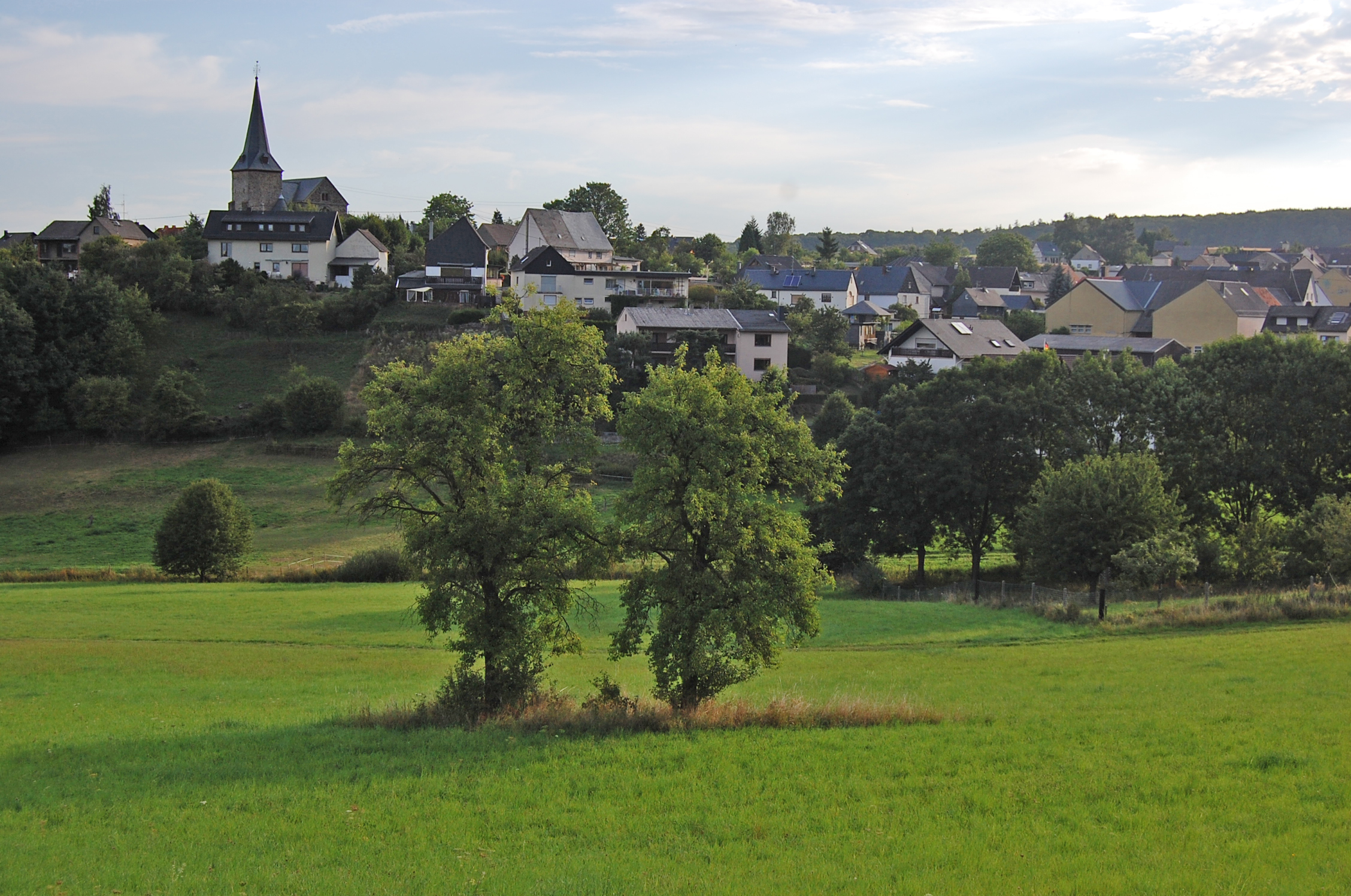
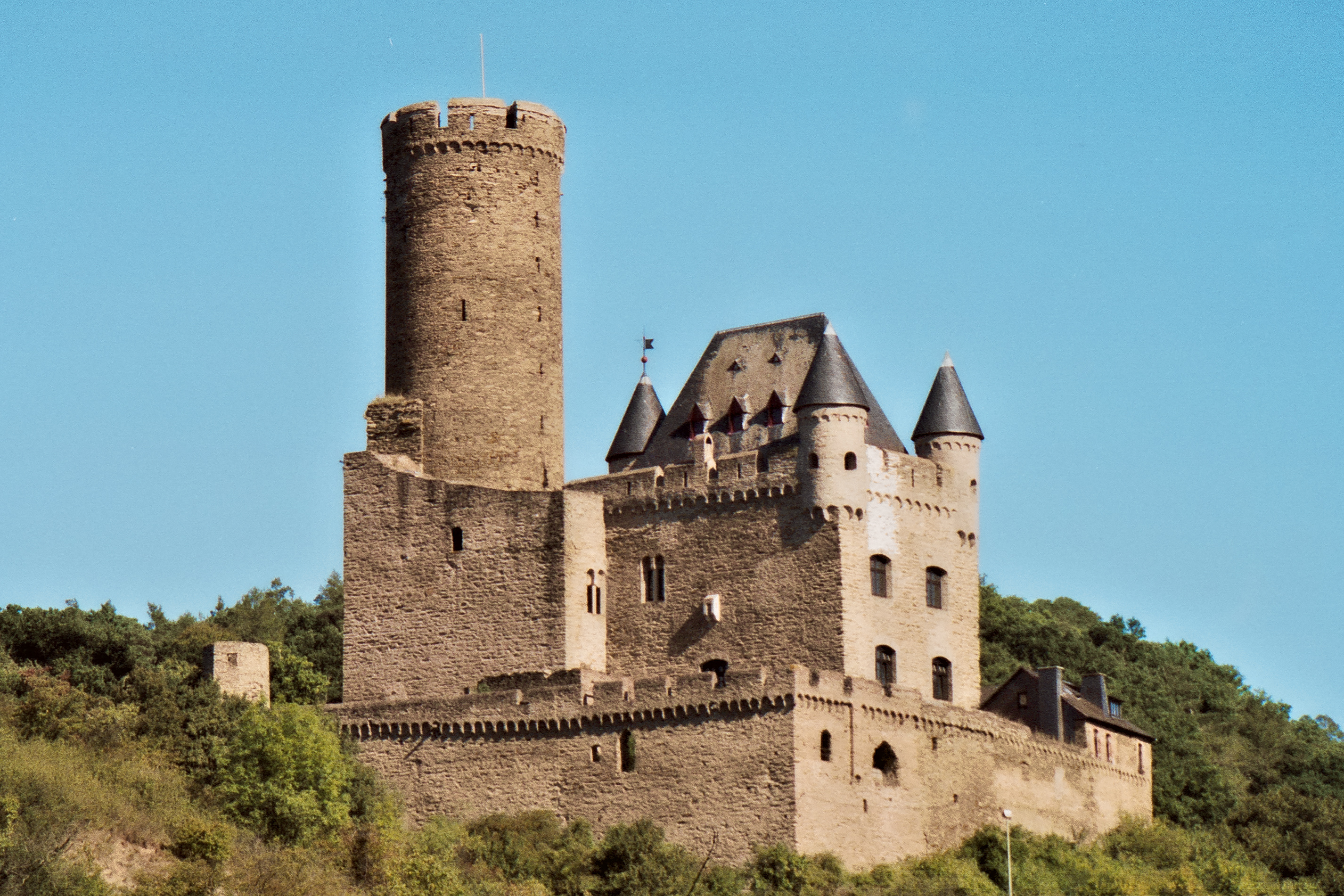
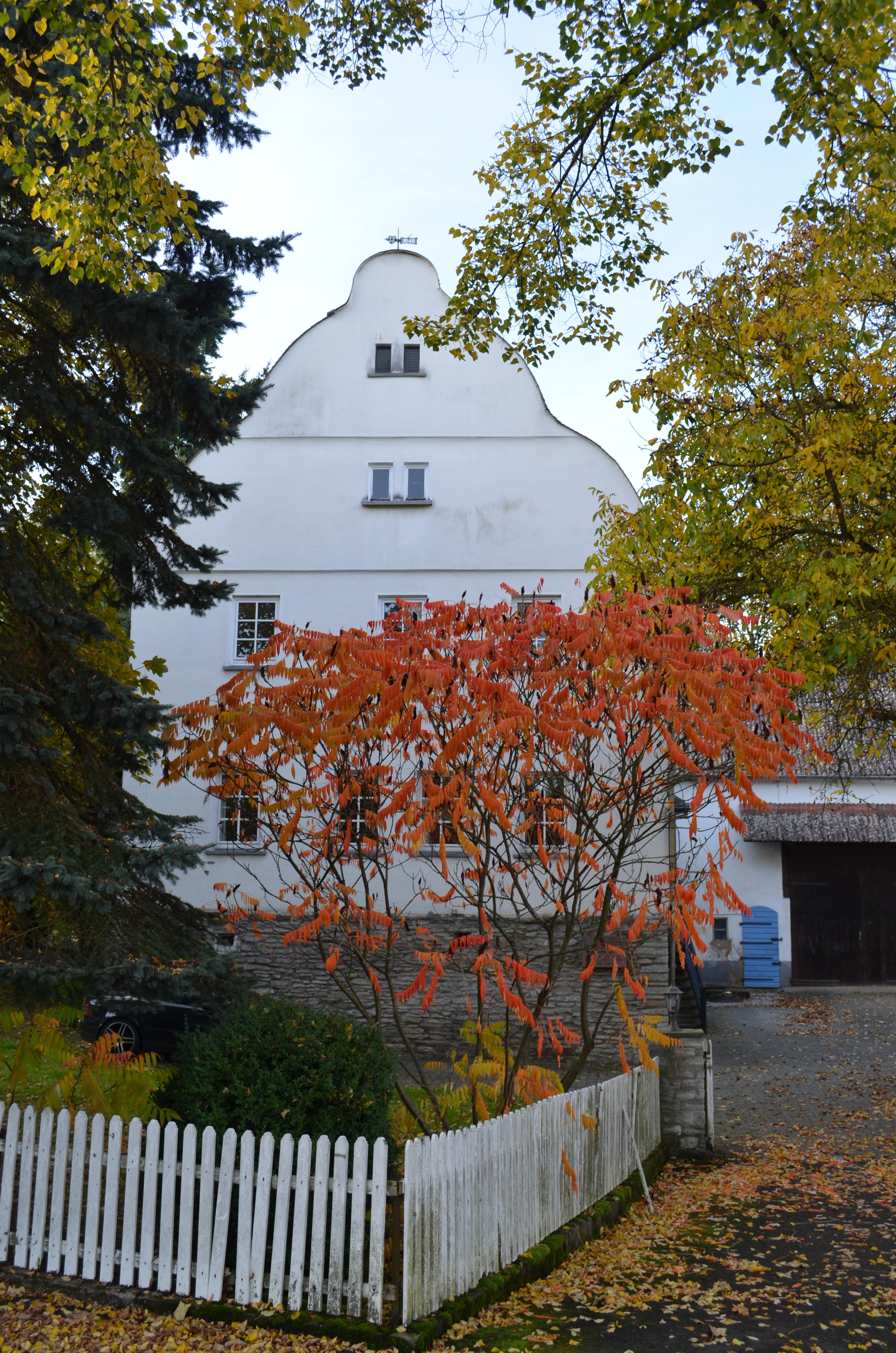
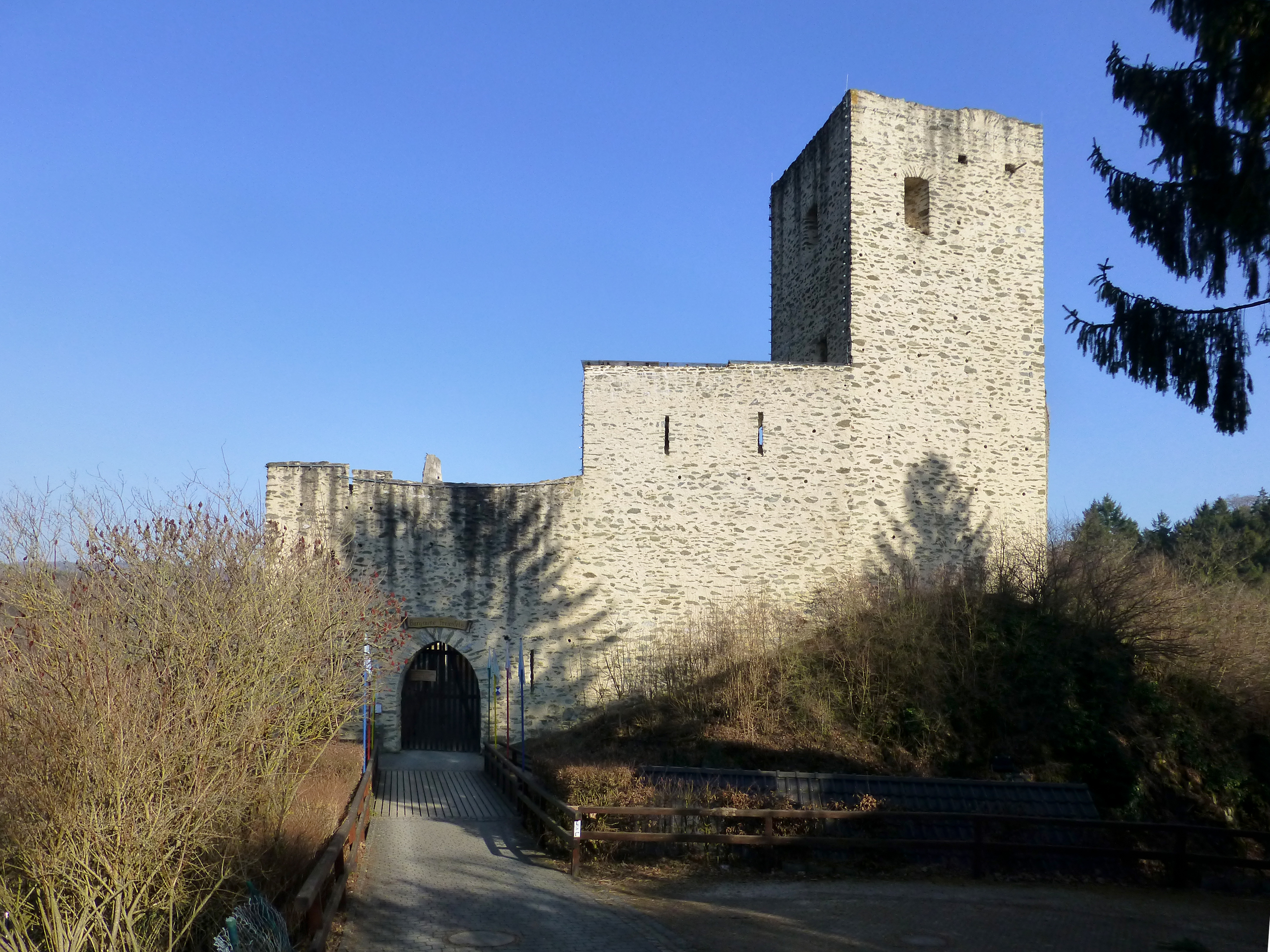